# Баланцев, Владимир Васильевич
 Владимир Васильевич Баланцев — советский военный деятель, генерал-майор, начальник Воронежского суворовского военного училища и Куйбышевского суворовского военного училища.

## Биография

### Начальная биография
Родился в 1901 году в деревне  Щетинкина Староруского уезда в семье Василия Георгиевича Баланцева,  офицера русской императорской армии, подпоручика, кавалер орденов: святого Георгия 4-й степени, святой Анны 3-й степени и святого Станислава 3-й степени.
В 1911-1918 годах обучался в Псковском кадетском корпусе.
В 1918 году добровольно вступил в ряды РККА. В 1918 — 1920 годах участвовал в Гражданской войне.
В 1921-1924 года на должности командира взвода в Сибирском военном округе.
В 1924 году обучался на  Кронштадтских пехотных курсах. В 1928 году вступил в ВКП (б)
В 1933-1936 годах служил начальником оперативного отдела корпуса Дальневосточного военного округа.
В 1936-1939 году - слушатель Военной Академии им. Фрунзе.
С 1939 по 1941 год - преподаватель тактики в Военной академии химзащиты.

### В Великую Отечественную войну
В начале Великой Отечественной войны Владимир Баланцев был начальником штаба 17-й стрелковой дивизии 43-й армии.
С 1942 по 1943 год начальник штаба 303-й стрелковой дивизии 43-й армии Воронежского фронта. В июле 1943 года в бою получил тяжелое ранение.
После излечения в госпитале,  в 1943 году назначен начальником Воронежского суворовского военного училища, руководил которым до 1946 года. В период его руководства, в 1945 году, училище было  звания «Лучшее Суворовское училище в СССР».

### В послевоенные годы
С декабря 1946 переведен на должность начальника Куйбышевского суворовского военного училища, которым руководил до 1954 года. В 1950 году  училище по итогам учебы стало первым обладателем приза министрества обороны СССР — переходящего Красного Знамени и бронзового бюста генералиссимуса А.В. Суворова. Приз был учрежден в связи с 150-летием со дня смерти великого полководца и изготовлен скульптором В.Е. Вучетичем.
Проживал в городе Куйбышев.
Умер в 1972 году, похоронен на Центральной аллее Городского кладбища.

## Воинские звания
- Генерал — майор  (1943)

## Награды
- Орден Ленина (1946)
- Два Ордена Красной Знамени,  (1944) (1949)
- Орден Красной Звезды; (1943)
- Медаль «За победу над Германией в Великой Отечественной войне 1941—1945 гг.» (1945);
- Медаль «За оборону Москвы» (1941)